# 张宁 (1955年)
张宁（1955年—），四川遂宁人，汉族，中华人民共和国政治人物，四川省农村工作领导小组办公室主任，中国共产党党员，第十一届全国人民代表大会四川地区代表。
毕业于四川师范学院汉语言文学专业。2008年起担任全国人大代表。